# Ekin (histórico)
Ekin (en euskera, emprender, acometer o insistir) fue una organización nacionalista vasca clandestina, activa durante la dictadura de Francisco Franco. Entre sus líderes principales se encontraban  Txillardegi, Julen Madariaga y Benito del Valle, quienes posteriormente también constituyeron Euskadi Ta Askatasuna (ETA).

## Historia (1952-1959)
A finales de la década de 1940, la sensación de apatía y desinterés por la política se generalizaba entre los militantes de más edad del Partido Nacionalista Vasco (PNV). Temiendo perder contacto con la realidad política vasca, sus dirigentes intentaron captar a los más jóvenes por medio de la organización juvenil del partido, Euzko Gaztedi Indarra (EGI), que empezaba a formar una estructura en España a partir de 1952. Son esos grupos de jóvenes los que permanecieron políticamente activos en España.
Ekin surgió como grupo de estudio universitario en Bilbao en 1952. Trataba de dar carácter de continuidad a sus reuniones semanales en las cuales discuten temas relativos a la cultura. Entre sus miembros se encontraban hijos de familias acomodadas e incluso algunos miembros del grupo estudiantil Eusko Ikasle Alkartasuna (EIA, 'Solidaridad de Estudiantes Vascos') que habían sido detenidos en 1950. Con el fin de protegerse de la policía, el grupo permaneció cerrado a nuevos miembros durante el año siguiente a su fundación. Asimismo, sus integrantes procuraron formarse en sus principales áreas de interés: el conocimiento del pueblo vasco, su historia y su cultura. Ekin organizaba charlas y cursos clandestinos sobre estos temas.
En principio, los miembros de Ekin mostraban un profundo respeto y simpatía hacia los militantes del PNV, así como a los miembros del Gobierno vasco en el exilio. Además, se interesaban por conocer la política vasca de la guerra y la inmediata postguerra. El entusiasmo se tornó decepción tras los primeros contactos.
En 1953, el grupo empezó a abrirse al exterior, impartiendo cursillos de formación con los que esperaban captar a nuevos miembros. A través del PNV llegaron a conocer a EGI, proporcionando el partido la infraestructura necesaria para que Ekin se diese a conocer en Guipúzcoa. Sin embargo, las intenciones del PNV eran controlar a Ekin e integrarla en EGI, y lo consiguió al fundirse ambas organizaciones en 1956. Las intenciones de control fueron denunciadas por Ekin, lo que aumentó la tensión entre el partido y los jóvenes. En 1958 la ejecutiva vizcaína del PNV decide expulsar de EGI a Benito del Valle, miembro de Ekin. El grupo no aceptó la expulsión y se produjo una división en el seno de EGI entre aquellos que permanecen fieles al PNV y aquellos más próximos a Ekin. El grupo disidente decidió crear una nueva organización en el verano de 1959, Euskadi Ta Askatasuna (ETA).